# Щапов Павло Васильович
Павло́ Васи́льович Ща́пов (* 4 (16) вересня 1848, Москва — † 6 (18) червня 1888, Москва) — російський купець, бібліофіл. Один із засновників фондів рідкісних російських книг у Державному історичному музії та Державній публічній історичній бібліотеці.

## Біографічні відомості
У бібліотеці, для якої Щапов збудував будинок у Москві у Великому Демидовському провулку, було 30 тисяч томів. Серед них видання Франциска Скорини, Івана Федоровича.
За заповітом Щапова бібліотеку було передано Історичному музеєві.

## Електронні джерела
- Енциклопедія «Книга». Щапов Павло Васильович [Архівовано 28 грудня 2009 у Wayback Machine.](рос.)

| Персоналії | Це незавершена стаття про особу. Ви можете допомогти проєкту, виправивши або дописавши її. |